# Проданный аппетит
«Про́данный аппети́т» (другое название — «Филантро́п») — советский немой художественный фильм Николая Охлопкова, снятый по мотивам одноимённого памфлета Поля Лафарга на Первой кинофабрике ВУФКУ в 1928 году. Эксцентрика, выбранная авторами в качестве основы киноязыка, по-новому разоблачает чудовищные контрасты буржуазного общества.
Первый показ состоялся в Киеве 5 марта 1928 года. Фильм не сохранился.

## Сюжет
Шофёр Эмиль остался без работы. Нечего было есть, муки голода обессиливали тело. В то время у банкира де Раппе, одного из самых богатых капиталистов Европы, сильно заболел желудок. Он имел аллигаторский аппетит, но его желудок мог принимать порцию не больше завтрака какой-нибудь птицы. Лучшие врачи Европы были в его распоряжении и ломали голову, как помочь банкиру. И вот однажды один из профессоров изобрёл чрезвычайный способ спасти больного богача: операцией отделить процесс еды от функций переваривания. Профессор Фукс смело предложил своему пациенту: «Если вы найдёте человека, который продаст вам свой желудок, я смогу заставить переваривать то, что вы будете есть».
И Эмиль согласился продать свой желудок. Профессор Фукс сделал операцию, желудок Эмиля перешёл в распоряжение богача. Отныне Эмиль был рабом, отныне он получил страшные муки из-за того, что начал есть обрадованный Раппе. Его аллигаторский аппетит вышел наконец на широкое поле. Много вкусных блюд исчезало в его прожорливой пасти. Эмиль устал. Не было сил жить. Он только искал возможность лишить себя жизни. А владелец проданного аппетита — банкир — не давал ему ни минуты покоя. Погиб капиталист со своим аппетитом в аварии автобуса, которым управлял Эмиль.— приводится по изданию «Фильмы производства фабрик Украинфильма», Харьков, 1934

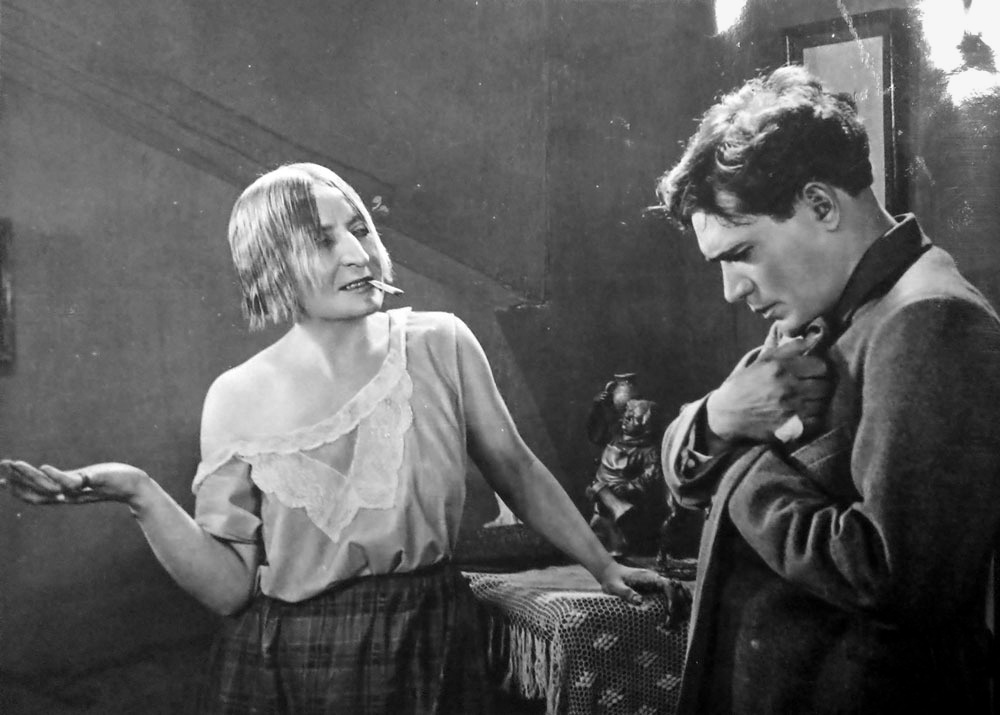
Кадр из фильма: Жанна и Эмиль

В аннотации не упоминается о любовной линии — невесте Эмиля Жанне, которая после сделки с банкиром становится его женой. Их свадебное путешествие омрачает внезапное открытие Жанны: острая, физическая боль искажает лицо Эмиля всякий раз, как Раппе принимается есть. Случайно обнаружив контракт, Жанна узнаёт причину страданий супруга и решается ему помочь.
Эмиль снова за рулём, но именно в этот момент банкир без конца пьет разные вина, от чего хмелеет Эмиль, автобус перестаёт слушаться водителя, из него на ходу выскакивают испуганные пассажиры. Банкир глух к мольбам ворвавшейся к нему Жанны, в отчаянии она подсыпает в его бокал яд. Но опомнившись, соображает, что от яда погибнет её муж. Автобус с разгону налетает на дом и разбивается в щепки, Эмиль мёртв.

## В ролях
- Амвросий Бучма — Эмиль, безработный
- Марк Цибульский — банкир де Раппе
- Анисим Суслов — Бидатр, ресторатор
- А. Гвоздева — жена ресторатора
- Мария Дюсиметьер — Жанна, дочь ресторатора
- Иван Маликов-Эльворти — Жиго, фининспектор
- Владимир Лисовский — профессор Фукс
- В. Комар — секретарь
- Проняев — тренер
- А. Белов — 1-й обжора
- Анастасий Симонов — 2-й обжора
- Борис Шелестов-Заузе — лакей
- Татьяна Тарновская — проститутка
- Анна Кожевникова — буфетчица
- Георгий Ортоболевский — церемониймейстер
- Т. Кочкина — посетительница
- Борис Тамарин — эпизод

исполнители даются по Аннотированному каталогу «Советские художественные фильмы» т. 1 (1961), а также данным из русскоязычных порталов о кино

## История создания
…Охлопков почувствовал в работе над памфлетом Лафарга возможность продолжить свои поиски новой формы современной трагикомедии — памфлет nредоставлял для этого все возможности.
Постановка по мотивам памфлета П. Лафарга стала второй работой в кино Н. Охлопкова и, по мнению бывшего с ним в переписке С. Юткевича, ещё более смелым экспериментом, чем его дебют — «Митя» (1927). Оригинальный сценарий Н. Эрдмана и А. Мариенгофа был утверждён Высшей репертуарной комиссией ВУФКУ в мае 1927 года и уже в июле киногруппа приступила к съёмкам. Часть из них прошла в Киеве, исполнитель Эмиля А. Бучма сам выполнял многочисленные трюковые сцены без участия каскадёров. Монтажными средствами действие в фильме выстраивалось бурно, в нарастающем темпе.
По первоначальному замыслу фильм должен был ставиться в полном отрешении от натуралистической обстановки, для чего основным фоном стал бы чёрный бархат, что «помогло бы заняться вплотную изучением кино-игры, света и линии». Но за отсутствием необходимого количества материала (бархата и прочего) режиссёр пошёл на компромисс, предприняв только «вылазки в сторону кино-экспериментальной обработки снимаемого».

Вопросы формы занимали в работе режиссуры едва ли не первое место. Но было бы ошибкой считать, что у режиссуры «форма — самоцель», что режиссура узко-формально подходила к вещи… Нет. Вопросы формы, вся сложность и простота их вырастали в прямой зависимости от необычайности фабулы, сюжета и социальной остроты основной темы.
— Николай Охлопков, режиссёр о работе над фильмом «Проданный аппетит»

Охлопков на сей раз сознательно отказался от длинных кусков, понимая, что изображение физиологических страданий неуместно средствами актёрского подражания, и применил систему хорошо продуманных кинометафор, деталей и чисто динамических средств. Например, большой фрагмент мучений героя он воплотил в целой серии крупных планов и монтажных кусков, снятых с движения на аттракционе — так называемых «американских горах» в саду Ленинградского Народного дома.
— Сергей Юткевич, «Искусство кино» № 6 1980
К началу декабря все съёмки были завершены.

## Прокат и дальнейшая судьба
КО ВСЕМ КРАЕВЫМ ОТДЕЛАМ ВУФКУ
ИЗВЕЩАЕМ ЧТО ЛАБОРАТОРИЯ ВУФКУ ЗАГРУЖЕНА МНОГОЧИСЛЕННЫМИ ЗАКАЗАМИ СО ВСЕГО СОЮЗА И ЗАГРАНИЦЫ НА КАРТИНУ ПРОДАННЫЙ АППЕТИТ ТЧК
В СВЯЗИ С ЭТИМ ВЫСЫЛКУ ВАМ ЭТОЙ КАРТИНЫ ПРИХОДИТСЯ ВРЕМЕННО ЗАДЕРЖАТЬ ТЧК
КАРТИНУ ПРИШЛЕМ ВАШЕМУ ОТДЕЛУ НЕМЕДЛЕННО КАК ВЫПОЛНИМ ВАШ ЗАКАЗ
Премьера картины в Киеве состоялась 5 марта 1928 года, в Москве — 12 июня 1928 года. О коммерческом успехе свидетельствует сохранившаяся в архиве ВУФКУ телеграмма.
Выход на экраны вызвал бурную дискуссию в прессе, причём «критическая разноголосица ни в малой степени не облегчила задачу объективного рассмотрения удач и просчётов бесспорно талантливой работы Охлопкова». С резкими статьями против картины сразу в двух газетах выступил прежде работавший в ВУФКУ К. И. Фельдман, что оказалось губительным для дальнейшей карьеры Охлопкова-кинорежиссёра в УССР.
В январе 1932 года за подписью заместителя председателя Главреперткома П. А. Бляхина вышла директива: «Картину в представленной редакции запретить»:

Картина выхолащивает социально-политическое содержание социалистического строительства, подменяет классовую борьбу отвлечённой героикой борьбы пролетариата с трудностями. На ряду с полным искажением классово-политической обстановки в городе и в деревне, наряду с отрицанием роли партии и <неразборчиво> картина недопустима для массового зрителя в силу её подчёркнутого формального трюкачества.
— Постановление о запрете, 19 января 1932
Фильм не сохранился, исходники всех фильмов Охлопкова, хранившиеся в фильмотеке Одесской киностудии, погибли под бомбёжкой в первые месяцы Великой Отечественной войны.